# Левый Генцвиш
Левый Генцвиш (груз. მარცხენა გვენწვიში [Марцхена Генцвиши]) — село в Абхазии, в Гулрыпшском районе частично признанной Республики Абхазия, согласно административному делению Грузии — в Гульрипшском муниципалитете Абхазской Автономной Республики на берегу реки Кодор.

## Этимология
Название Генцвиши происходит от сванского слово «генцис» (ива).

## Население
В 1959 году в селе Марцхена Генцвиши (Левый Генцвиш) жило 267 человек, в основном грузины (в Ажарском сельсовете в целом — 3239 человек, также в основном грузины. В 1989 году в селе проживало 180 человек, также в основном грузины (сваны). По данным переписи населения Грузии 2002 года, в селе Левый Генцвиш (на момент переписи контролировавшимся властями Грузии) проживало 116 человек.